# Front Nacional d'Alliberament de la Guaiana
El Front National de Liberation de Guyane (FNLG) fou un grup independentista de la Guaiana Francesa, fundat el 1973 per R. Charlotte, i que organitzarà les primers manifestacions independentistes serioses que foren brutalment reprimides per les autoritats el 1975.
Es transformà el 1980 en el Fo Nou Liberé laGiyàn, i s'aliarà amb l'Alliance Revolutionaire Caraïbe (ARC), grup terrorista amb base a Martinica i efectuarà alguns atemptats contra objectius colonials. Endemés, a les eleccions del 1983 proposaren l'abstenció, que serà del 48%.
El 1985 es va ajuntar als dirigents sindicalistes de l'UTG, dirigits per Claude Robo, i dunfaren el Parti National Populaire Guyanais (PNPG), de caràcter independentista, però que participaria en les eleccions i institucions colonials. A les eleccions locals del 1987 només va obtenir l'1,41% dels vots, que augmentaren al 3,2 a les del 1992.
Posteriorment ha estat eclipsat per altres moviments més moderats. Tot i així, ha donat suport tant al partit de caràcter ecologista Walwari de Christiane Taubira i el Komité pou Nou Démaré laGwyan, fundat el 1997.